# دانداس (ایلینوی)
دانداس (به انگلیسی: Dundas) یک منطقهٔ مسکونی در ایالات متحده آمریکا است که در شهرستان ریچلند، ایلینوی واقع شده‌است. دانداس ۱۴۳٫۸۷ متر بالاتر از سطح دریا واقع شده‌است.